# Clotilda

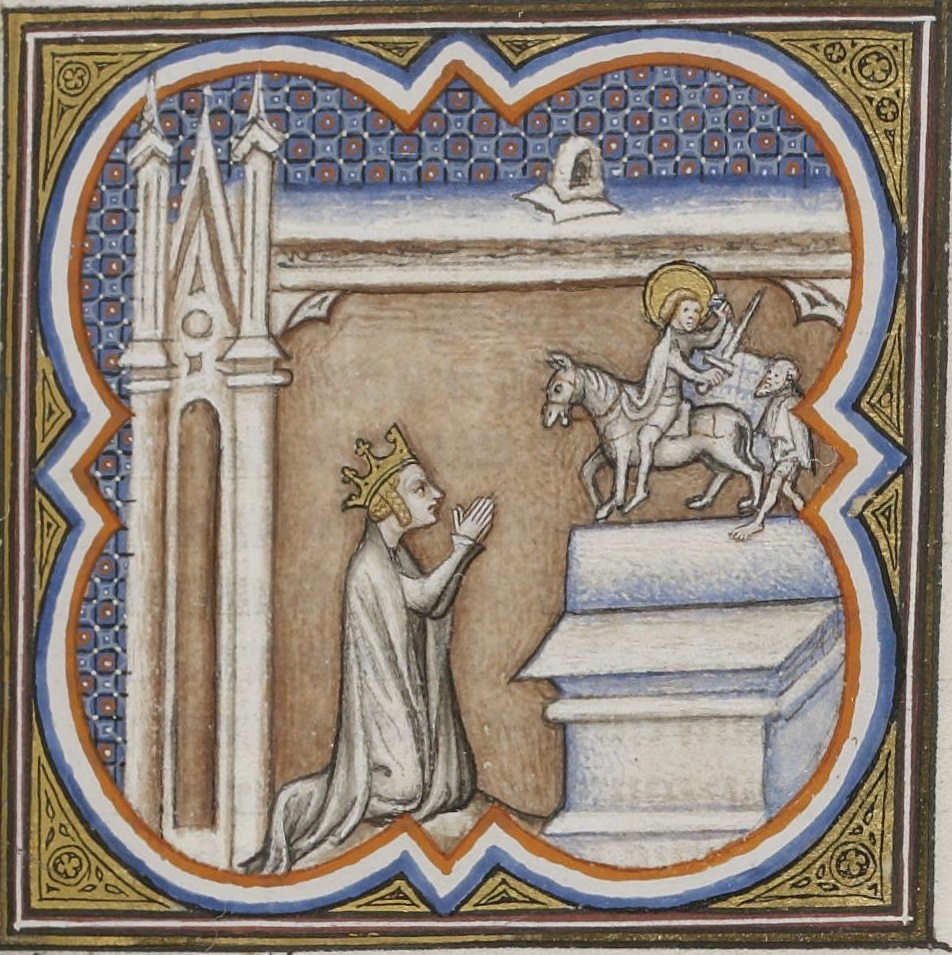
Clotilda. Miniatyr från handskriften "Grandes Chroniques de France", 1300-talet.

Clotilda, Clothilda, (franska: Clotilde, Clothilde, latin: Chrodechildis), född 475, död 3 juni 545, var en frankisk drottning och helgon, den frankiske kungen Klodvig I:s andra gemål. Drottning Clotilde är känd för sitt inflytande över sin make, och blev helgonförklarad eftersom hon övertalade honom att konvertera från arianismen till katolicismen.

## Biografi
Clotilda var dotter till den burgundiske kungen Chilperik II av Burgund, och brorsdotter till den romerske fältherren Gundobad. Hon gifte sig med Klodvig år 493. Hon blev mor till Childebert I, Chlothar I, Chlodomer och Clotilda II.
Till skillnad från sina burgundiska släktingar, som bekände sig till arianismen, var Clotilda katolik. Enligt Gregorius av Tours ska hon efter att ha gift sig med Klodvig ha påverkat honom att konvertera till den katolska läran.
Efter Klodvigs död 511 drog sig Clotilda tillbaka till klostret Saint-Martin i Tours men fortsatte med största sannolikhet att starkt påverka sina söner politiskt. Hon bidrog till att de anföll Burgund, som då styrdes av hennes bröder, för att hämnas sin far. Alla bröderna avrättades utom Clodoald, som senare blev helgon. Hon anmodade därpå sin son Childebert I att anfalla den visigotiske kungen Amalarik (död 531), som var gift med hennes dotter Clotilda II, eftersom han behandlade henne dåligt.
I övrigt beskrivs Clotilda som en from och djupt troende person, som lät uppföra ett kloster i Andelys, byggde ut kyrkorna Saint-Pierre i Reims och Saints-Apôtres i Rouen, och har tillskrivits en viktig roll i uppförandet av basilikan Saints-Apôtres i Paris.
Clotilda dog 3 juni 545 och begravdes i Paris, intill sin make i Saints-Apôtres. Som helgon firas hon detta datum varje år.